# Elivagar Flumina
Gli Elivagar Flumina sono una struttura geologica della superficie di Titano.